# Pixar Pal-A-Round
Pixar Pal-A-Round (anciennement connue sous le nom Sun Wheel et Mickey's Fun Wheel) est une grande roue située au dans le Paradise Pier du parc à thème Disney California Adventure en Californie.

## L'attraction
Le nom original de l'attraction vient du soleil représenté par un visage dessiné sur le centre de la roue, inspirée de la Wonder Wheel ouverte en 1927 à Coney Island. L'attraction est une variation des traditionnelles grandes roues, car 16 nacelles sont mobiles, se déplaçant du centre de la roue vers la périphérie et vice-versa, par gravité sur des rails s'inclinant au cours de la rotation.
En octobre 2007, Disney a annoncé officiellement un profond remaniement du parc Disney's California Adventure. Ce projet entraîna, entre autres, le renommage du parc et de l'attraction Sun Wheel en Mickey's Fun Wheel avec un nouveau thème. Sur l'axe, le visage de Mickey Mouse est venu remplacer le soleil et d'autres personnages sont venus agrémenter les cabines comme Minnie Mouse, Donald Duck, Pluto ou Dingo.
Le 2 novembre 2017, Disney a annoncé que Mickey's Fun Wheel serait mis à jour pour inclure les personnages Pixar sur les gondoles. L'attraction a été fermée le 8 janvier 2018, tout comme d'autres attractions de Paradise Pier, afin de transformer la zone en Pixar Pier.
Le 25 avril 2018, Disney a annoncé que Mickey's Fun Wheel serait renommé Pixar Pal-A-Round, afin d'être cohérent avec le nouveau thème de l'attraction. L'attraction mise à jour présente des personnages de films Pixar sur ses gondoles, notamment Joie et Tristesse de Vice-versa, Elastigirl et M. Indestructible des Indestructibles et Miguel et Hector de Coco. Malgré le nouveau thème de Pixar, la tête de Mickey Mouse est restée à l'extérieur de la roue. L'attraction re-thématisée a officiellement ouvert ses portes le 23 juin 2018.
- Ouverture :
  - Première version : 8 février 2001 (avec le parc)
  - Deuxième version : 24 avril 2009
  - Troisième version : 23 juin 2018
- Conception : Walt Disney Imagineering et Intamin
- Diamètre : 48,8 m
- Nacelles :
  - Nombre 24
- Mouvement :
  -     - 16 nacelles mobiles
    - 8 nacelles stationnaires
- Durée : 9 minutes
- Type d'attraction : Grande roue
- Situation : 33° 48′ 18″ N, 117° 55′ 20″ O

## Galerie

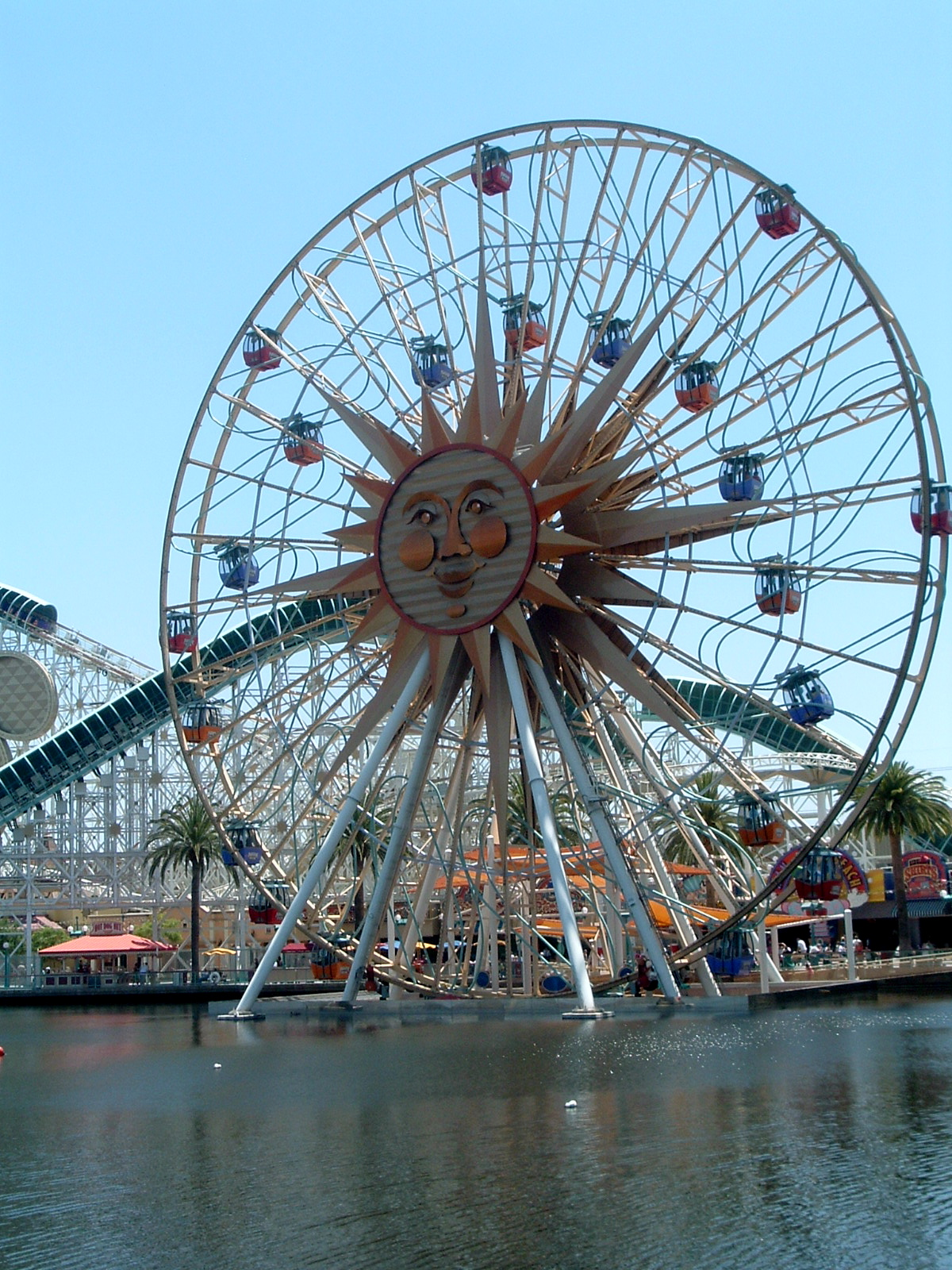
Sun Wheel le jour. On distingue les nacelles mobiles.
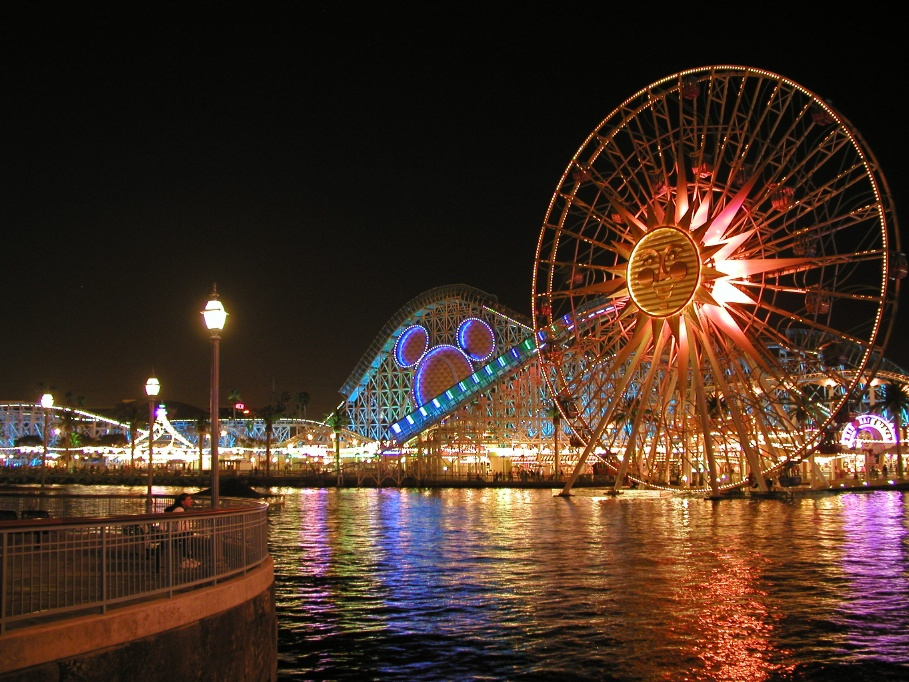
Sun Wheel, la nuit.
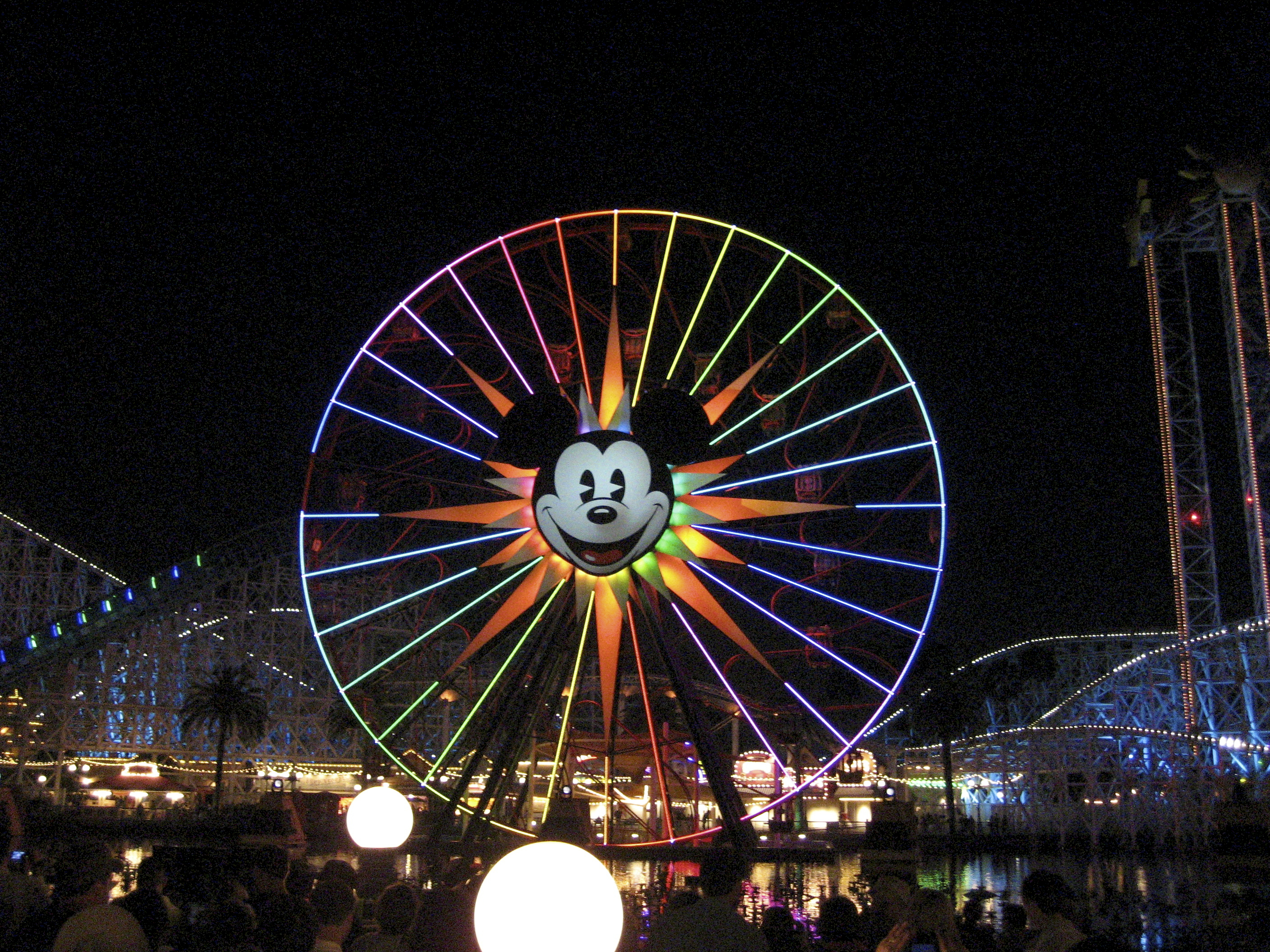
Mickey's Fun Wheel, la nuit.
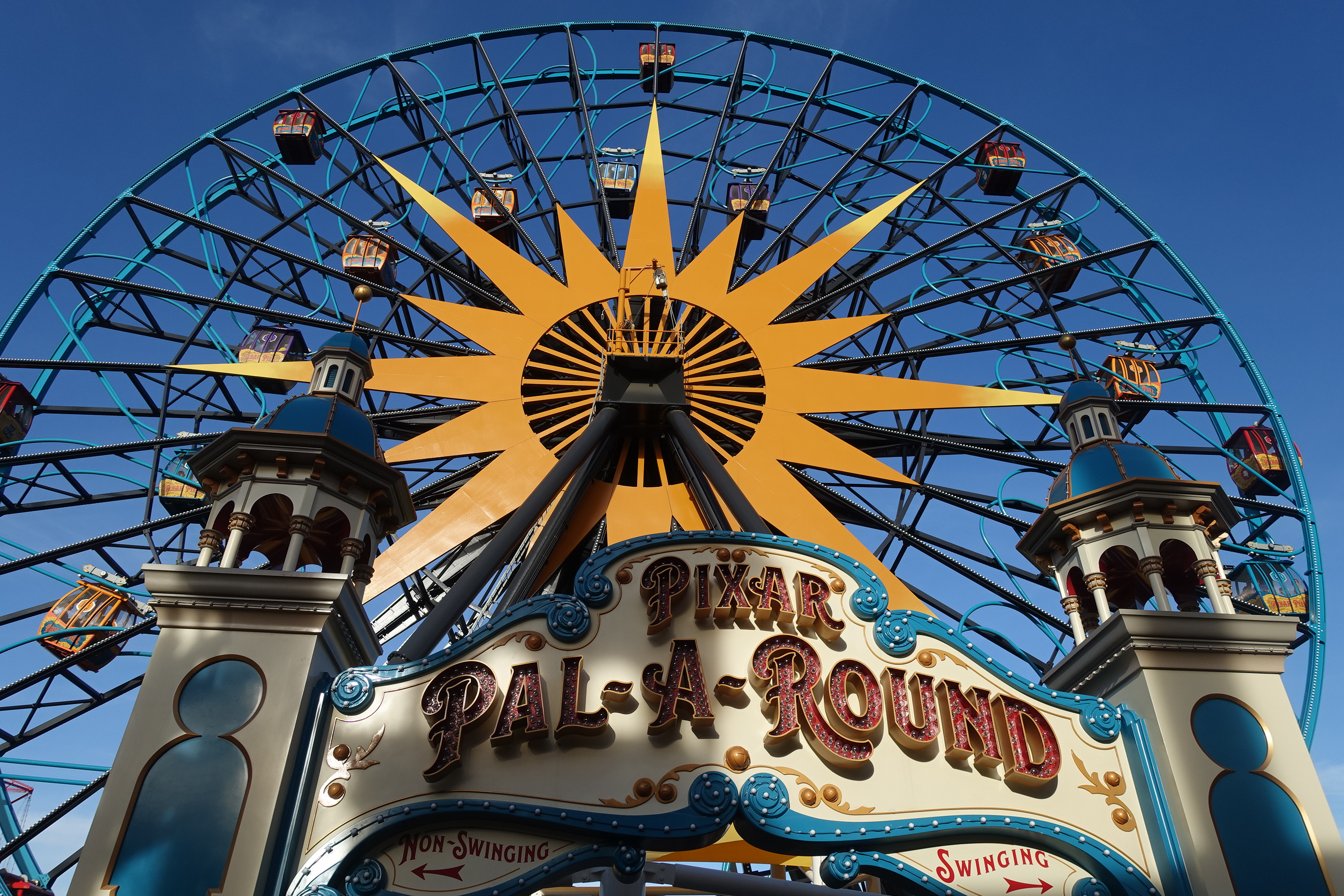
Entrée de Pixar Pal-A-Round en 2019.